# Mijaíl Matiushin
Mijaíl Vasílievich Matiushin (en ruso, Михаил Васильевич Матюшин; 1861 en Nizhni Nóvgorod - 14 de octubre de 1934 en Leningrado) fue un pintor y compositor ruso, miembro destacado de la vanguardia rusa.
Matiushin recibió formación como músico, llegando a ser profesional, ya que desde 1882 hasta 1913 trabajó como violinista de la Orquesta Imperial de San Petersburgo. Pintor aficionado, Matiushin no se inició en las técnicas de las artes plásticas sino tardíamente, entre 1894 y 1905. En 1910–1913 Matiushin y su esposa Yelena Guró (1877–1913) fueron miembros clave de la Unión de la Juventud, una asociación de futuristas rusos. Conoció a Kazimir Malévich en 1912 y a los «budetlyane» Vladímir Mayakovski y Alekséi Kruchónyj (Aleksei Kruchenykh). Es el autor de la música de la ópera futurista Victoria sobre el sol.
Estudió fisiología de los sentidos humanos y desarrolló su propio concepto de la cuarta dimensión conectando las artes visuales y musicales. Matiushin estrenó una teoría de la «visión ensanchada», describiendo la evolución de la mirada humana a través de las épocas. Escribió numerosos artículos sobre la cuarta dimensión y extrae una parte de su inspiración teórica de las consideraciones del matemático esotérico Piotr Uspenski.  Creó un grupo de trabajo el zorved, «ver-saber» y busca verificar su teoría en los talleres experimentales de enseñanza del arte plástico, los Svomas (Talleres de Leningrado del Vjutemás), y más tarde en el INHUK de Petrogrado (1918–1934). Los resumió en su obra de 1932 Guía del color (Cправочник по цвету).

## Enlaces externos

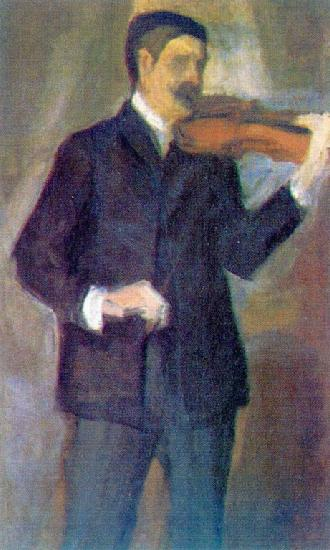
Mijaíl Matiushin, por Yelena Guró.1903

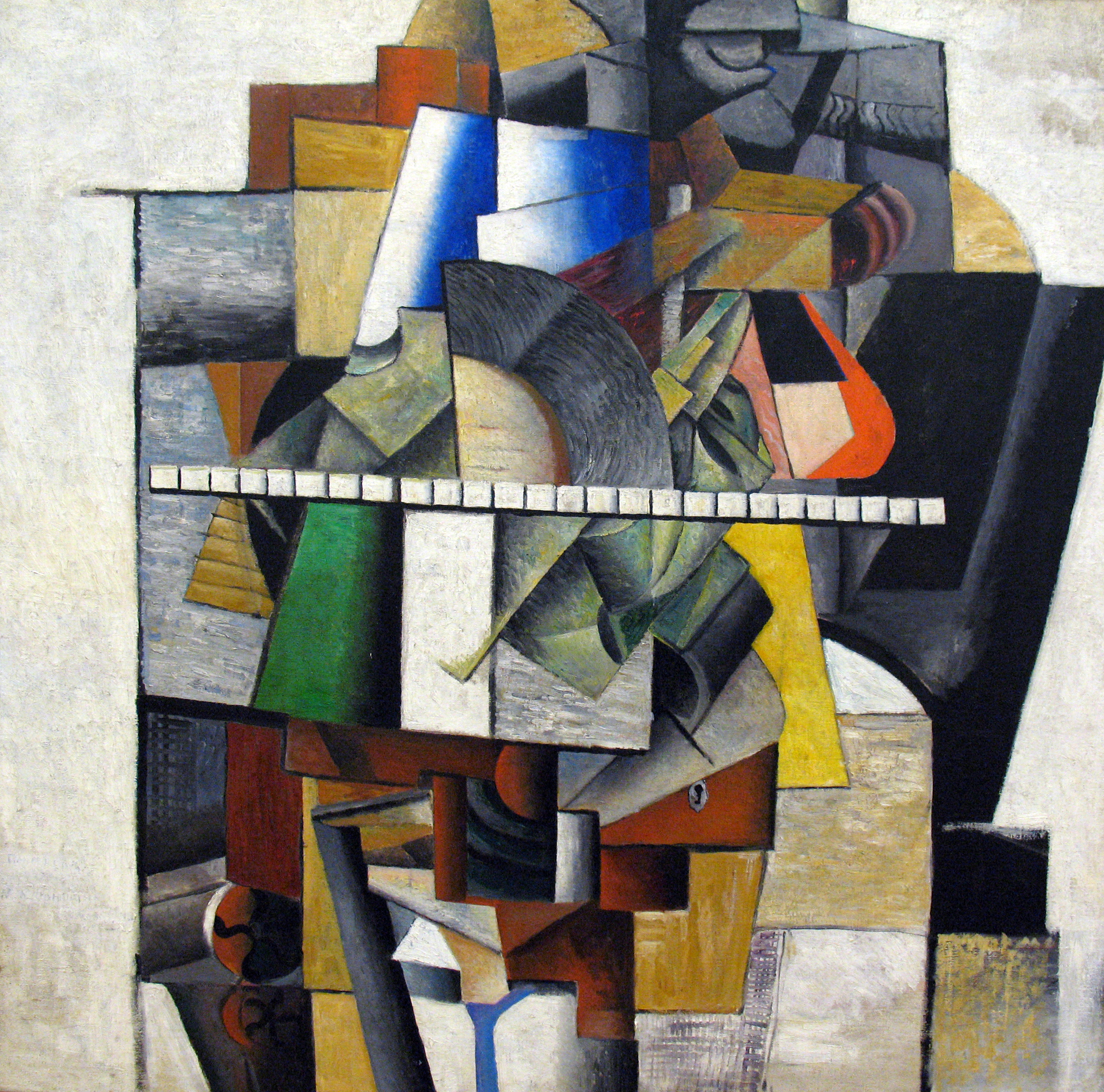
Mijaíl Matiushin, por Kazimir Malévich.1913